# ベネラ8号
ベネラ8号（露：Венера-8）は、1972年3月27日にソビエト連邦が打上げた宇宙探査機である。

## 構造
ベネラ8号はベネラ7号同様、金星大気層へ探査機を軟着陸可能な速度で降下させるという目的で設計された。宇宙船は金星大気調査を主目的とした探査機で、軌道船と着陸船で構成されていた。搭載された器機は温度計・高度計・ガンマ線スペクトロメーター・ガスアナライザーと無線送信機および圧力計と光センサーを含んでいた。このうち宇宙線探知機と太陽風探知機、紫外線スペクトロメーターは軌道船に搭載されていた。

## 経過
ベネラ8号は1972年3月27日に金星へ向かって打上げられた。探査機は同年年4月6日に中間コース修正を行い、7月22日に117日掛けて金星へ到達した。分離前に着陸船は高温の金星表面上で少しでも動作時間が長くなるよう軌道船の冷却システムで液体窒素を用いて前もって冷却されていた。
金星への降下時はエアブレーキによって41,696 km/hからおよそ900 km/hまで減速され、その後高度60 kmで直径2.5 mのパラシュートを展開した。地球の感覚より見るとパラシュートサイズがひどく小さく感じられるが、これは金星の濃厚な大気に合わせたからである。
着陸船は降下中よりデーターを転送し、高度35 - 30 km間に急激に暗くなる領域があること、そして高度10 kmより下では風速1 km/sの風が吹いていることを測定した。着陸船は09:32 UTに「ヴァシリーサ・レシオ」と呼ばれている発光現象が観測されている、半径150 kmの範囲の朝日の境界線上にある南緯10.7度、東経335.25度の地点へ着陸した。着陸船重量は495 kgであった。
着陸船は厳しい条件で破壊されるまで、着陸後50分11秒に渡ってデーターを送信し、以前送られた観測データーを追認することとなった。そこは摂氏470度、圧力90気圧で、地球で視界1 kmの状態の曇りの天気に当たる明るさであった。これにより地表は写真撮影可能であると判断された。
ベネラ8号観測結果により初めて金星の雲は高い高度のみにあり、それより下は比較的晴れていることが判明した。また備付ガンマ線スペクトロメーターは地表のウラン・トリウム・カリウム比率を測定し、それが花崗岩に類似したものであることを明らかとした。